# 1955 w informatyce
Kalendarium informatyczne 1955 roku
- wrzesień – William Shockley i Arnold Beckman utworzyli Shockley Semiconductor Laboratory[1].
- październik – wyłączono komputer ENIAC[2].